# William Smith (marino)

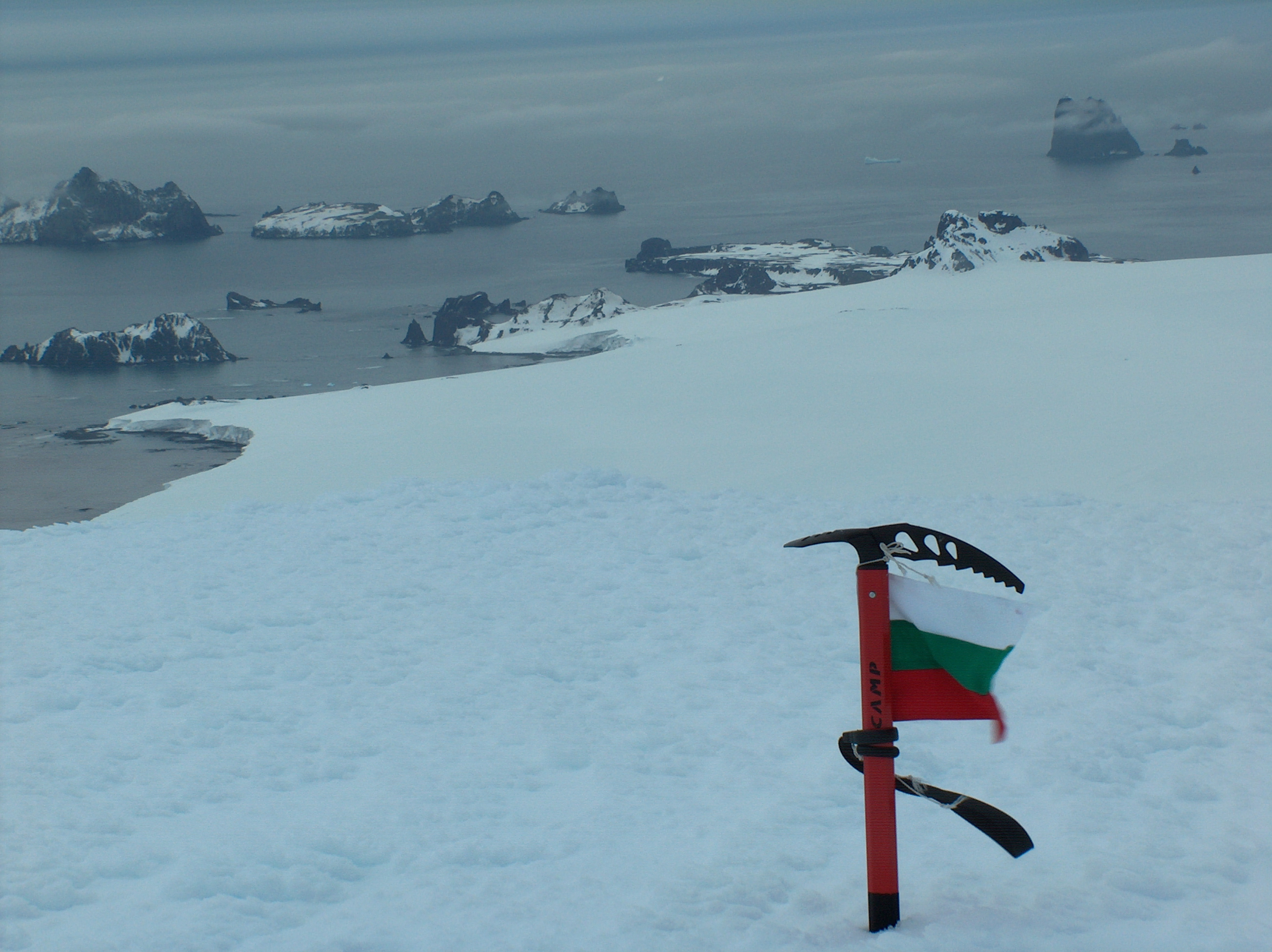
Williams Point en la isla Livingston, la tierra que William Smith descubrió el 19 de febrero de 1819.

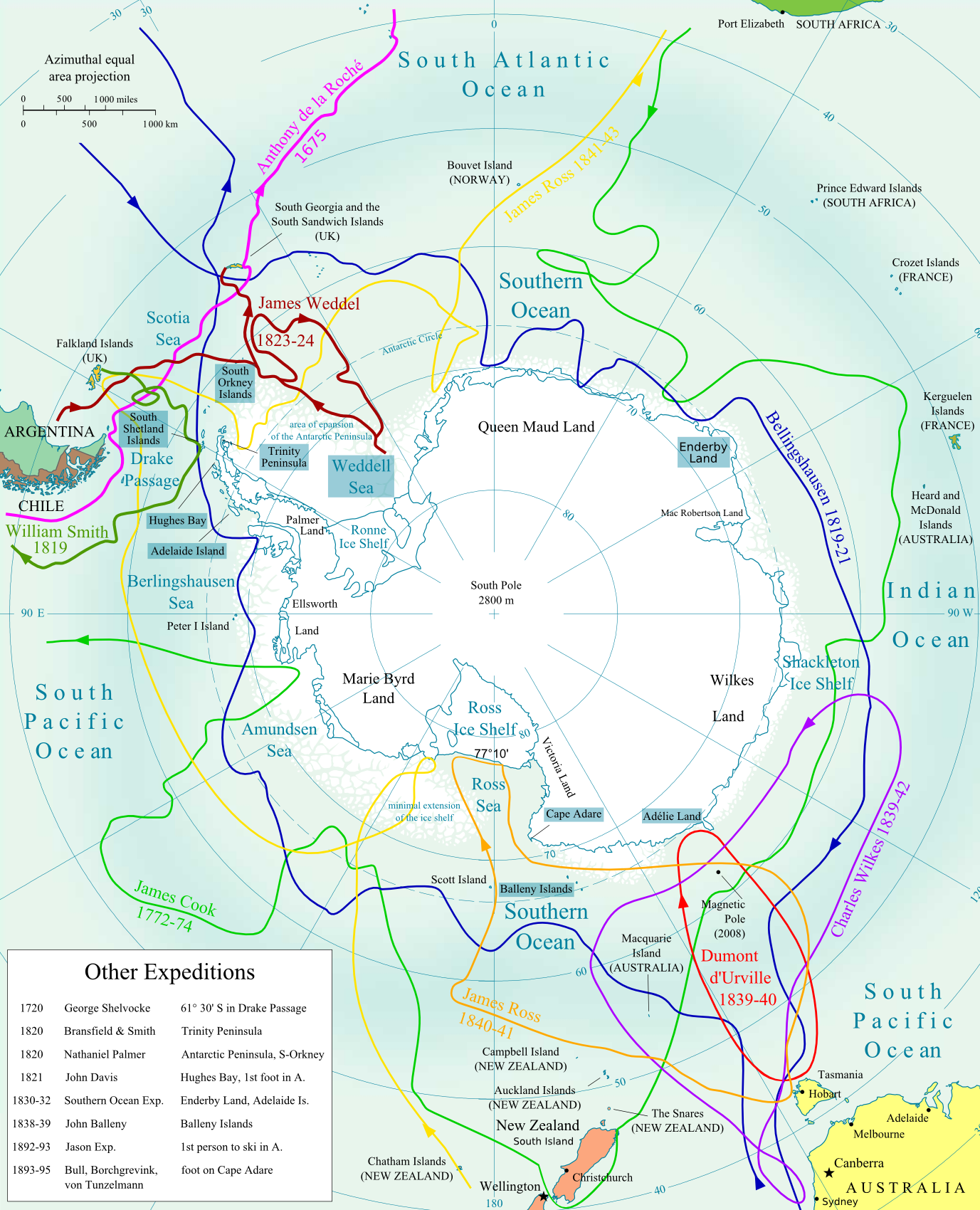

William Smith (esclusa de Seaton Sluice, 11 de octubre de 1790 - Blyth, 1847) fue el capitán británico que descubrió (en forma confirmada y documentada), las Islas Shetland del Sur, en la Antártida.
En 1819, mientras navegaba en el Williams de Buenos Aires a Valparaíso, navegó mucho más al sur del Cabo de Hornos intentando captar vientos favorables. El 19 de febrero de 1819 localizó la nueva tierra a 62° Oeste, sin desembarcar. Las autoridades navales no creyeron su descubrimiento, pero en un siguiente viaje el 16 de octubre de 1819 desembarcó en la isla más grande. La llamó King George island (isla Rey Jorge), y South Shetland islands (islas Shetland del Sur) al archipiélago, en honor a las islas Shetland que están al norte de su pueblo natal. Al comienzo del siguiente año, 1820, la Armada Real envió a Smith con el teniente Edward Bransfield en el Williams para confirmar el descubrimiento. 
Desembarcaron en la isla Rey Jorge y la investigaron durante una semana. El 27 de enero de 1820 partieron, y navegaron a lo largo de la costa sur de las islas Shetland. El 29 de enero siguieron viaje hacia el sur, en condiciones meteorológicas difíciles. El 30 de enero la expedición avistó la isla Deception (isla Engaño) y más tarde ese mismo día, avistaron una cadena montañosa que corría de noreste a suroeste. Posiblemente, se trataba de la península Trinidad, que es la región más septentrional de la península antártica.
El Williams siguió viajando a través de las islas Elefante y Clarence, donde desembarcaron.
El 27 de enero de 1820, Fabian von Bellingshausen ―a bordo de la corbeta Vostok― había avistado la costa de la Tierra de la Princesa Martha, en el este de la Antártida.
A consecuencia del descubrimiento de las Islas Shetland del Sur llegó una oleada de balleneros y cazadores de focas. En 1820-1821, Smith participó con dos barcos en la explotación de los recursos naturales y volvió con 60.000 pieles de foca, lo que suena como una exageración. El 17 de septiembre de 1821 regresó a Londres.
- Datos: Q1338318